# KDE Free Qt Foundation
KDE Free Qt Foundation es una fundación constituida en 1998 con el fin de garantizar la versión libre y gratuita de las bibliotecas Qt y, por extensión, del desarrollo como software libre de KDE.
Qt surge como un producto no libre de la empresa Trolltech.
El 18 de julio de 2004, la empresa Trolltech y la fundación acuerdan asegurar el desarrollo de las bibliotecas independientemente de TrollTech, ya sean abandonadas por esta o si fuera adquirida por otra compañía. En cualquiera de estos casos, Qt sería liberado bajo licencia BSD o similar.